# Дан броја пи
Дан броја пи је годишња прослава којом се обележава константа π (пи). Дан броја пи одржава се 14. марта (или 3/14 по америчком запису датума месец/дан) јер су 3, 1 и 4 три најзначајније цифре броја π у децималном запису. Представнички дом САД подржао је 2009. године обележавање Дана броја пи. Пи је спојио и два најпознатија генија 20. и 21. века; наиме, на овај се посебан дан родио Алберт Ајнштајн, а умро Стивен Хокинг. Дан апроксимације броја пи одржава се 22. јула (или 22/7 по запису датума дан/месец) јер је разломак 22⁄7 уобичајена апроксимација броја π. Године 2009, Представнички дом Сједињених Америчких Држава подржао је обележавање овог дана.
Дан приближности броја пи празнује се 22. јула, пошто је разломак 22⁄7 уобичајена приближност броја π, која има тачно два децимална места и датира од Архимеда.
Дан два броја пи, познат и као Дан тауа, празнује се 28. јуна.

## Историја
Најранију познату службену или већу прославу Дана броја пи организовао је 1988. године Лери Шо у санфранцисканском Експлораторијуму, где је Шаw радио као физичар, при чему су особље и јавност марширали око једног од музејских кружних простора након чега су конзумирали воћне пите. Експлораторијум и даље слави Дан броја пи.
Представнички дом САДа донео је 12. марта 2009. године необавезујућу резолуцију (ХРЕС 224), којом је 14. марта 2009. препознат као Национални дан броја пи.
За Дан броја пи 2010. Гоогле је у част прославе овог празника представио Гоогле доодле с речју Гоогле прекривеном цртежима кругова и симболима броја пи. За 30. годишњицу 2018. године била је то пита Доминиqуе Ансел чији је опсег био подељен њеним пречником. Цео месец март 2014. (3/14) неки су назвали "Пи месецом". У 2015. 14. март је прослављен као "Супер дан броја Пи". Имао је посебан значај, јер је датум написан као 3/14/15 у формату месец/дан/година. У 9:26:53 датум и време заједно представљају првих 10 цифара броја .

## Одржавање
Дан броја пи обдржава се на много начина, укључујући једење пите, гађање питама и расправљање о значају броја π. Неке школе држе такмичења у томе који ће ученик запамтити највише децимала броја пи.
Масачусетски технолошки институт (Массачусеттс Институте оф Течнологy (МИТ)) будућим студентима често шаље писма с одлуком о пријави да би она пристигла на Дан броја пи. Од 2012. године МИТ објављује да ће ове одлуке поставити (приватно) на мрежи на Дан броја пи тачно у 6:28 послеподне, у време које називају "временом тау", ради одавања почасти бројевима пи и тау.
Град Принстон у Њу Џерзију угошћује многе догађаје у један, прославу Дана броја пи и рођендана Алберта Еинстеина, који такође пада 14. марта. Еинстеин је живео у Принстону више од двадесет година док је радио на Институту за напредни студиј. Осим једења пита и рецитаторских такмичења тамо се одржава и годишње такмичење у прерушавању у Еинстеина.
1. јун је "Дан два пи", познат и као "Дан Тау". 2π, познат и под грчким словом тау (τ), чест је у математичким формулама. Неки су тврдили да је τ фундаменталнија константа, и да треба уместо тога прославити Дан Тауа. Прослава овог датума у шали предлаже да се једу "две пите".[6][7]

- Пи пита
- Пита пи на Техничком универзитету у Делфту
- Пита пи од купина
- Продаја пита за 3,14 долара на дану броја пи 2015. године